# Муравьевка (Липецкая область)
Мура́вьевка — село Дмитряшевского сельсовета Хлевенского района Липецкой области.

## Инфраструктура
Улицы — Дорожная, Нижняя, Новая, Озерная, Центральная и Школьная.

## История
По данным на 1859 г. деревня входила в Фомино-Негочевскую волость, Землянского уезда, Воронежской губернии и находилась по левую сторону этапного тракта из г. Землянск в г. Задонск. В деревне находилось 18 дворов (мужчин: 147, женщин: 131). К 1900 г. количество дворов увеличилось до 62 (мужчин: 188, женщин: 173). В деревне находилось одно общественное здание и одна школа грамоты.
В работе Дмитрия Самбикина (1884 г.) упоминается под названием Муравлевка как деревня, входившая в приход церкви села Верхняя Колыбелка.

## Название
Название, вероятно, патронимическое — по фамилии Муравьев.

## Население
| 2009 | 2010 |
| ---- | ---- |
| 223  | ↘201 |